# ماسين
ماسين (بالإنجليزية: Maasin) هي مدينة في الفلبين، تتبع لايتي الجنوبية، هي عاصمة لايتي الجنوبية، بلغ عدد سكانها 85٬560  نسمة، في 15 أغسطس 2015، تبلغ مساحتها 211٫71 كيلومتر مربع، رمزها البريدي هو 6600.

## الموقع
تشترك في الحدود مع:
- President Carlos P. Garcia, Bohol [الإنجليزية]‏
- Macrohon [الإنجليزية]‏
- Malitbog, Southern Leyte [الإنجليزية]‏

## المناخ
يظهر الجدول التالي التغييرات المناخية على مدار السنة لماسين:
| البيانات المناخية لـماسين         | البيانات المناخية لـماسين | البيانات المناخية لـماسين | البيانات المناخية لـماسين | البيانات المناخية لـماسين | البيانات المناخية لـماسين | البيانات المناخية لـماسين | البيانات المناخية لـماسين | البيانات المناخية لـماسين | البيانات المناخية لـماسين | البيانات المناخية لـماسين | البيانات المناخية لـماسين | البيانات المناخية لـماسين | البيانات المناخية لـماسين |
| الشهر                             | يناير                     | فبراير                    | مارس                      | أبريل                     | مايو                      | يونيو                     | يوليو                     | أغسطس                     | سبتمبر                    | أكتوبر                    | نوفمبر                    | ديسمبر                    | المعدل السنوي             |
| --------------------------------- | ------------------------- | ------------------------- | ------------------------- | ------------------------- | ------------------------- | ------------------------- | ------------------------- | ------------------------- | ------------------------- | ------------------------- | ------------------------- | ------------------------- | ------------------------- |
| الدرجة القصوى °م (°ف)             | 36.0 (96.8)               | 35.4 (95.7)               | 34.9 (94.8)               | 36.3 (97.3)               | 36.6 (97.9)               | 36.8 (98.2)               | 35.5 (95.9)               | 36.4 (97.5)               | 36.9 (98.4)               | 37.8 (100.0)              | 37.6 (99.7)               | 34.6 (94.3)               | 37.8 (100.0)              |
| متوسط درجة الحرارة الكبرى °م (°ف) | 29.6 (85.3)               | 30.2 (86.4)               | 31.0 (87.8)               | 32.1 (89.8)               | 32.6 (90.7)               | 31.8 (89.2)               | 31.1 (88.0)               | 31.1 (88.0)               | 31.4 (88.5)               | 31.2 (88.2)               | 30.8 (87.4)               | 30.0 (86.0)               | 31.1 (88.0)               |
| المتوسط اليومي °م (°ف)            | 26.4 (79.5)               | 26.7 (80.1)               | 27.3 (81.1)               | 28.2 (82.8)               | 28.7 (83.7)               | 28.2 (82.8)               | 27.7 (81.9)               | 27.8 (82.0)               | 27.7 (81.9)               | 27.6 (81.7)               | 27.3 (81.1)               | 26.7 (80.1)               | 27.5 (81.5)               |
| متوسط درجة الحرارة الصغرى °م (°ف) | 23.2 (73.8)               | 23.2 (73.8)               | 23.6 (74.5)               | 24.4 (75.9)               | 24.8 (76.6)               | 24.6 (76.3)               | 24.3 (75.7)               | 24.4 (75.9)               | 24.1 (75.4)               | 24.0 (75.2)               | 23.8 (74.8)               | 23.4 (74.1)               | 24.0 (75.2)               |
| أدنى درجة حرارة °م (°ف)           | 18.2 (64.8)               | 18.7 (65.7)               | 19.7 (67.5)               | 19.4 (66.9)               | 20.7 (69.3)               | 19.0 (66.2)               | 20.0 (68.0)               | 20.0 (68.0)               | 18.0 (64.4)               | 20.0 (68.0)               | 20.0 (68.0)               | 18.9 (66.0)               | 18.0 (64.4)               |
| معدل هطول الأمطار مم (إنش)        | 211.3 (8.32)              | 143.3 (5.64)              | 114.3 (4.50)              | 64.2 (2.53)               | 85.0 (3.35)               | 127.3 (5.01)              | 173.6 (6.83)              | 177.0 (6.97)              | 213.4 (8.40)              | 198.3 (7.81)              | 193.9 (7.63)              | 226.1 (8.90)              | 1٬927٫7 (75.89)           |
| متوسط الأيام الممطرة (≥ 0.1 mm)   | 17                        | 13                        | 12                        | 8                         | 8                         | 12                        | 16                        | 14                        | 15                        | 17                        | 17                        | 17                        | 166                       |
| متوسط الرطوبة النسبية (%)         | 83                        | 82                        | 80                        | 79                        | 78                        | 79                        | 81                        | 81                        | 81                        | 82                        | 81                        | 83                        | 81                        |
| المصدر: PAGASA                    |                           |                           |                           |                           |                           |                           |                           |                           |                           |                           |                           |                           |                           |

## أعلام
- رامون فيرنانديز
- ألبرت باجارا
- رودريغو دوتيرتي